# Rosa d'Oriente
Rosa d'Oriente è un romanzo dello scrittore italiano Mario Biondi.

## Trama
Il romanzo racconta, dal 47 AC all'anno 1 della nostra Era, le vicende di un gruppo di giovinetti di origine Hatti (popolo allora quasi estinto dell'Asia Minore), destinati a diventare sacerdoti della loro religione ma catturati dai militari di Giulio Cesare dopo la battaglia di Zela ("Veni, vidi, vici") e da lui portati a Roma come suoi schiavi personali.

Alle loro si intreccia la vicenda di una coetanea, Wurus, anche lei aspirante sacerdotessa. Catturata nello stesso luogo, diviene schiava di un romano stanziato a Pergamo che agisce oscuramente da agente del governo di Roma. Questi, con la moglie, la fa crescere nella sua casa e le dà il nome di Rosa. Da lui Rosa dovrà poi essere ceduta a Marco Antonio, allora stanziato a Tarso, che la giovane seguirà alla corte di Cleopatra in Alessandria con funzioni quasi da medico in quanto divenuta espertissima di erbe e rimedi medicinali.

Così davanti agli occhi dei giovani Hatti, che divengono a poco a poco adulti e liberi, si sviluppano le tumultuose vicende di Giulio Cesare, Ottaviano, Antonio, Cleopatra e Roma tutta nei suoi ultimi decenni di Repubblica, tra l'Urbe, Filippi, Tarso, Alessandria d'Egitto, Azio e di nuovo Roma.

La travagliata storia d'amore di Rosa con uno dei coetanei Hatti, che il loro impegno sacerdotale vieta di rivelare, si realizza soltanto alla fine del romanzo, quando i due riescono finalmente a riunirsi in una piccola valle di collina sul Lario.

## Edizioni
Mario Biondi, Rosa d’Oriente, La Nave di Teseo, 2021, ISBN 978-88-346-0793-0.